# Henie-Onstad kunstsenter

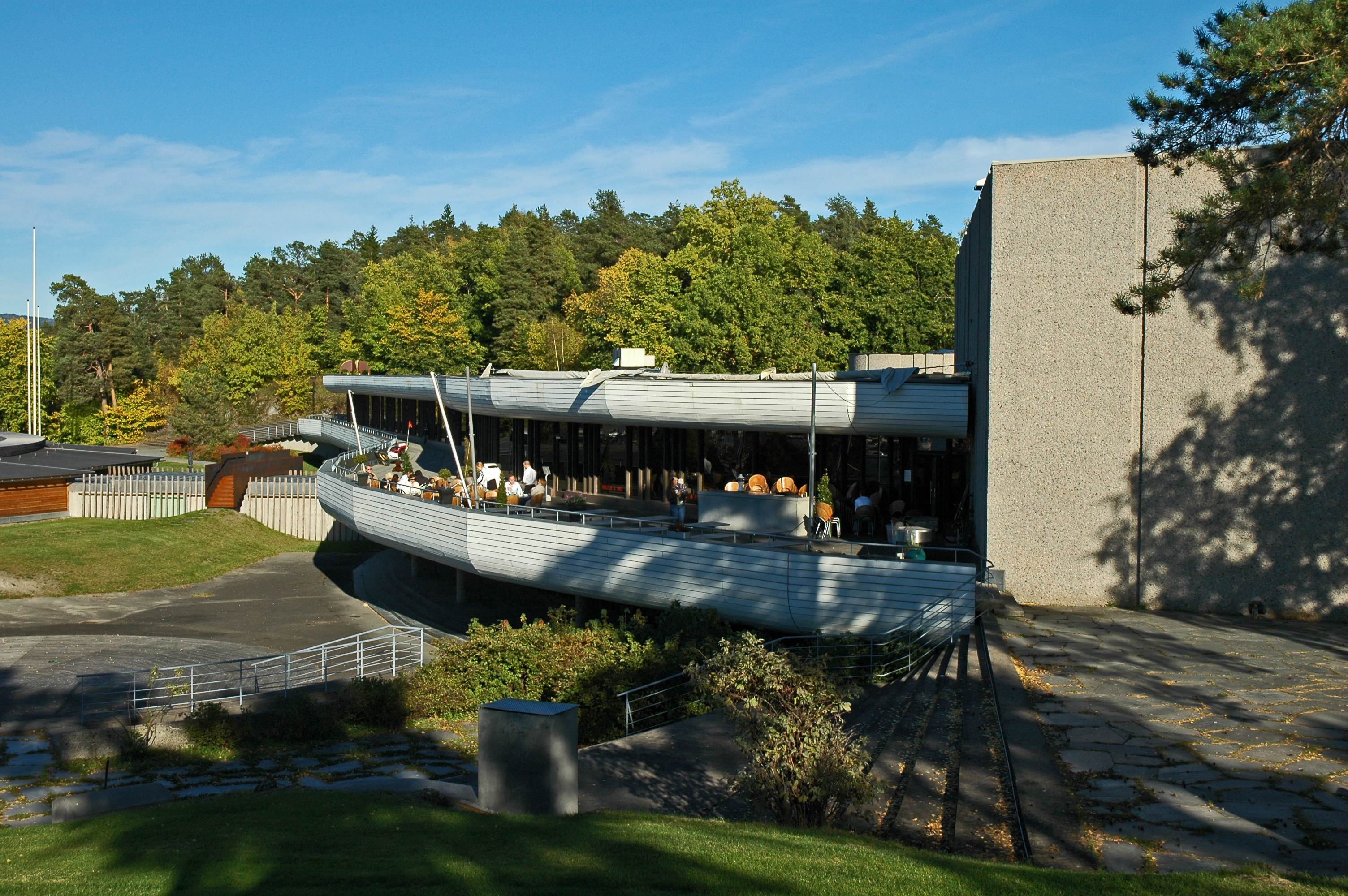
Henie-Onstad kunstsenter

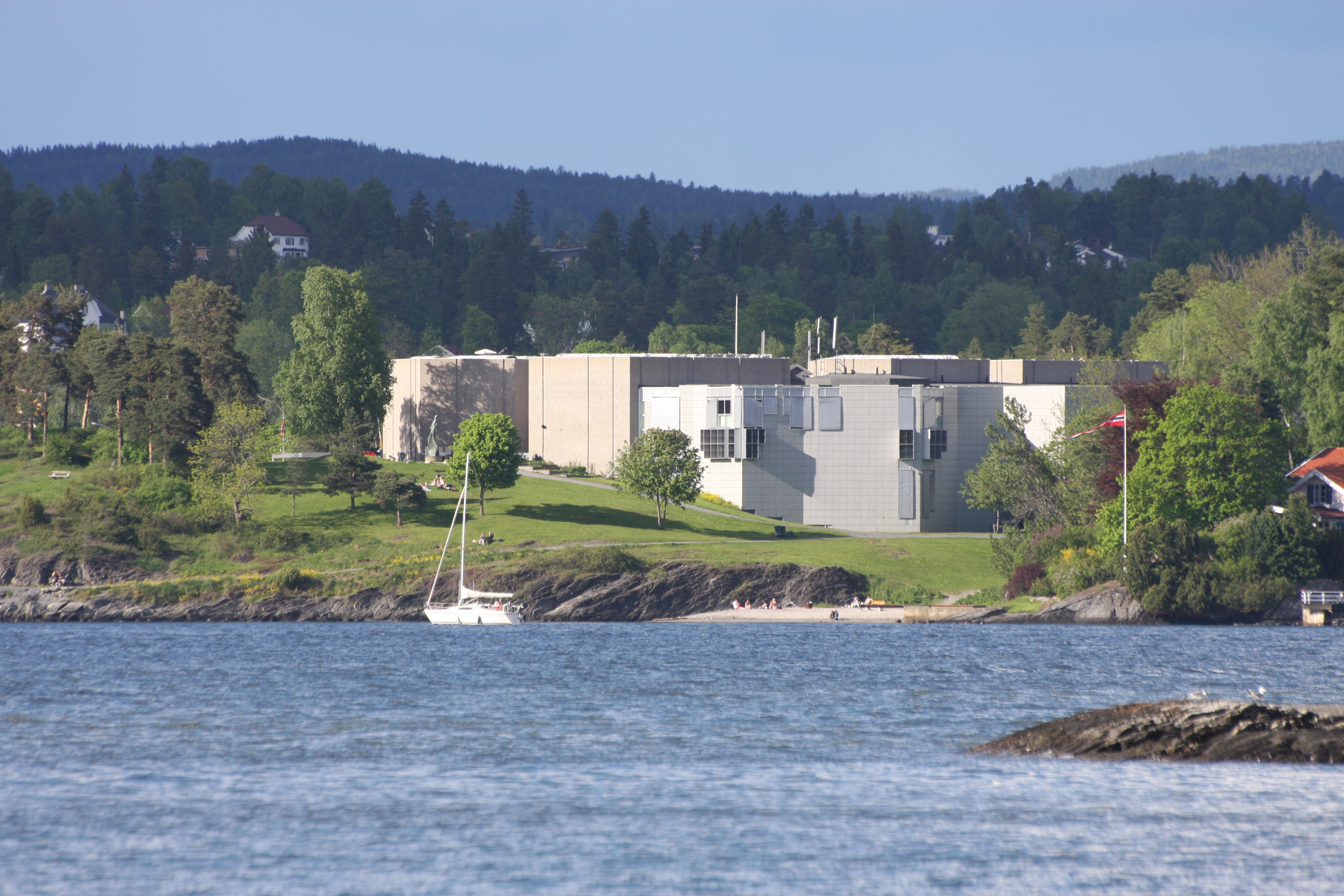
Henie-Onstad kunstsenter från sjösidan

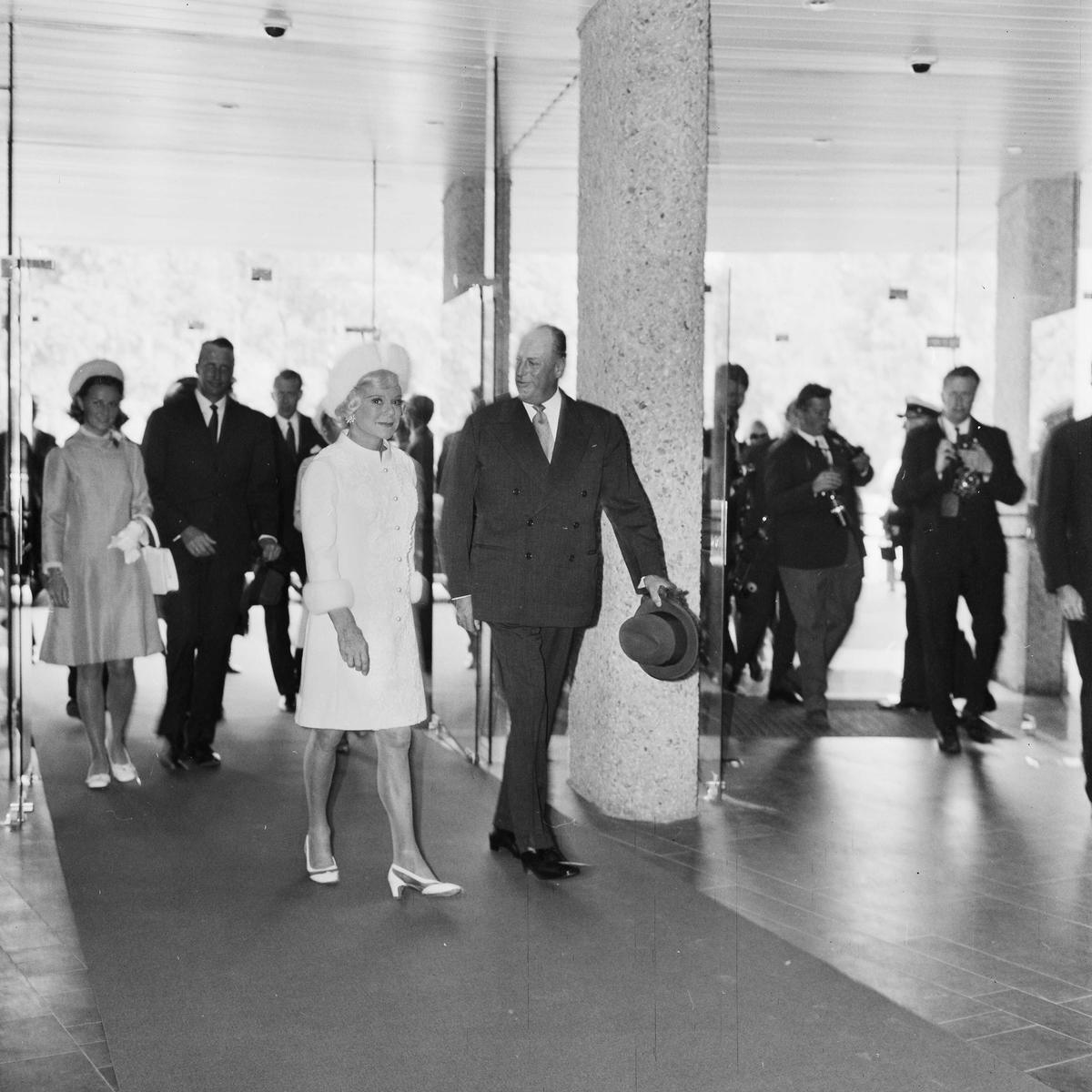
Bild från centrets invigning 1968

Henie-Onstad kunstsenter är ett konstmuseum på Høvikodden i Bærum, Akershus fylke, Norge, sydväst om Oslo. Det öppnades av skridskoprinsessan Sonja Henie och hennes man skeppsredaren Niels Onstad 1968. Deras privata samling av samtidskonst, totalt 110 verk, samt pengar till uppbyggnad och drift av centret, donerades av paret 1961, då Sonja Henies och Niels Onstads Stiftelser upprättades. Bærums kommun skänkte samtidigt tomten till centret.
Efter en arkitekttävling 1962 valdes ett bidrag av två unga arkitekter, Jon Eikvar och Sven Erik Engebretsen.
Henie-Onstad kunstsenter arrangerar utställningar och framträdanden. Konstcentret har cirka 100 000 besökare per år. Det rymmer också Sonja Henies prissamling. Donatorerna är begravda på området.